# Golf van Guinea

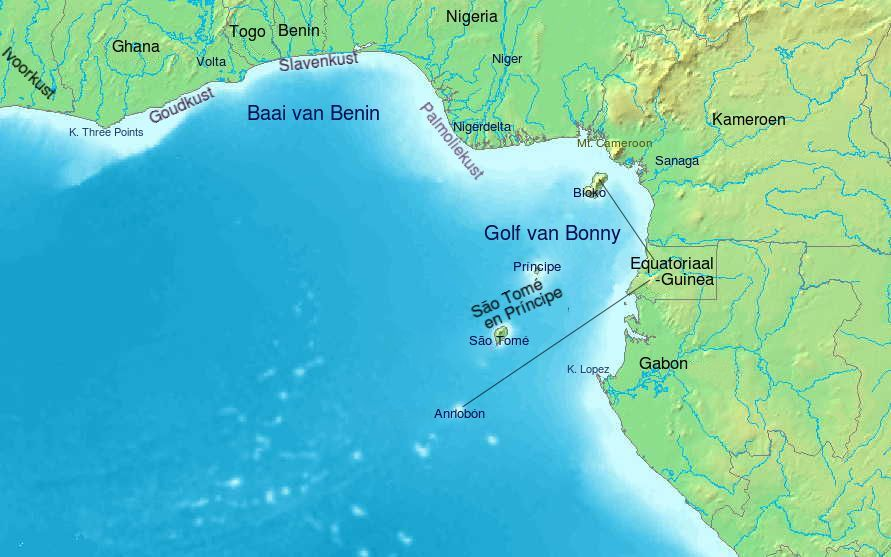
Overzichtskaart van de Golf van Guinea

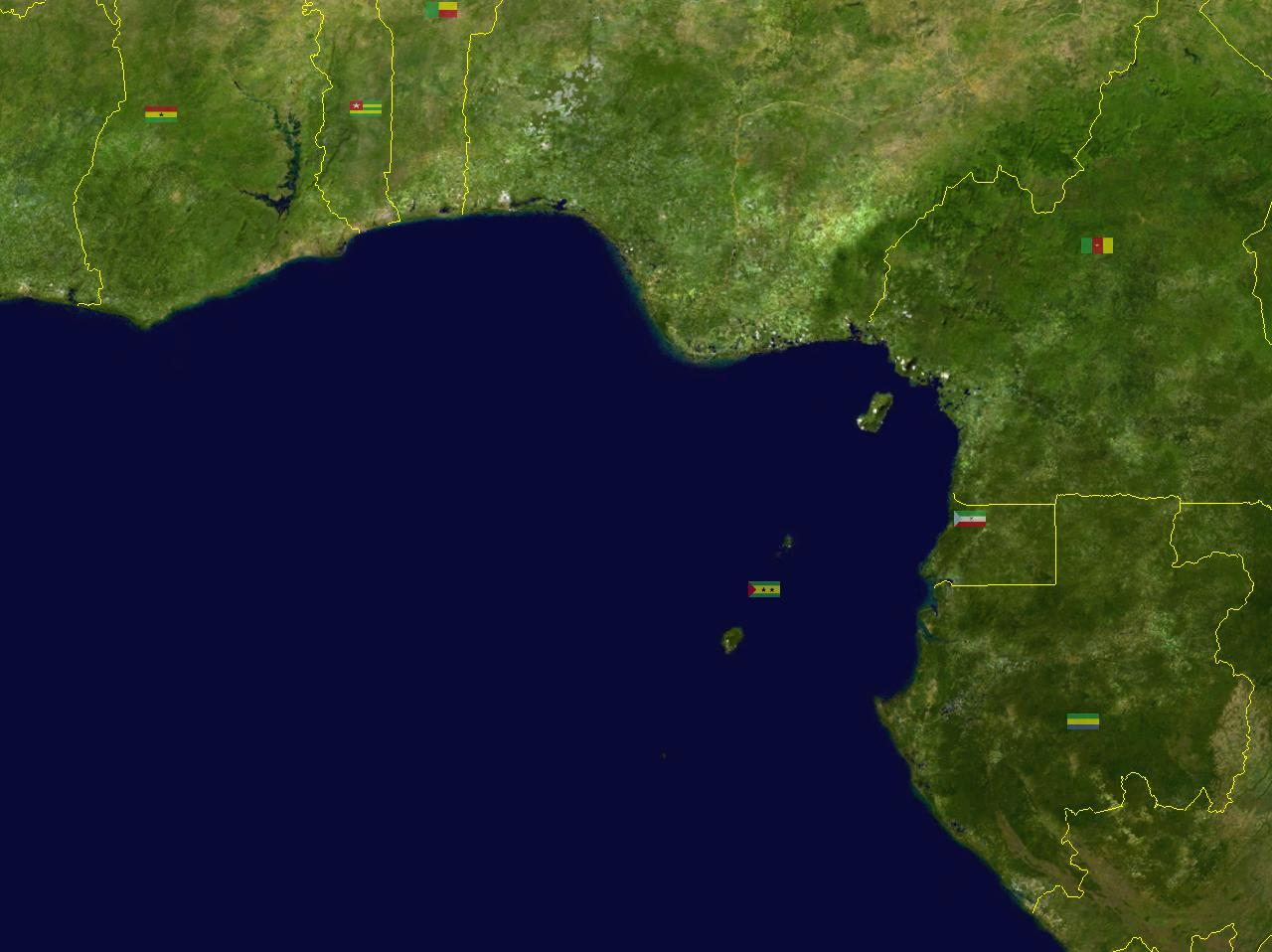
Satellietopname van de Golf van Guinea

De Golf van Guinea is een brede inham van de Atlantische Oceaan aan de westkant van het Afrikaanse continent.
De Baai van Benin in het noordwesten en de Golf van Bonny in het noordoosten kunnen als deelgebieden van de Golf van Guinea worden beschouwd. De oceaaninham herbergt een reeks van  vulkanische eilanden, die onderdeel zijn van een breukzone, waar ook de in Kameroen gelegen Mount Cameroon en het Adamawagebergte deel van uitmaken. De eilanden zijn van noordwest naar zuidoost: Bioko, Principe, Sao Tomé en Annobón. Een ander eiland in de Golf van Guinea is Corisco, voor de kust van Gabon en Equatoriaal-Guinea.
Tot de vele rivieren die uitmonden in de golf behoren de Niger, Volta en de Sanaga.
Vooral de Niger heeft over een tijdspanne van miljoenen jaren een grote hoeveelheid organisch sedimenten afgezet, wat uiteindelijk heeft gezorgd voor een zeer grote hoeveelheid aardolie. De regio staat dan ook bekend als een van 's werelds grootste en belangrijkste oliewingebieden.
De volgende landen, van west naar zuidoost, grenzen of liggen aan de Golf van Guinea:
- Ivoorkust
- Ghana
- Togo
- Benin
- Nigeria
- Kameroen
- Equatoriaal-Guinea
- Sao Tomé en Principe
- Gabon